# غاري إل. هاغبيرغ
غاري إل. هاغبيرغ (بالإنجليزية: Garry L. Hagberg)‏ هو عازف جاز وفيلسوف أمريكي، ولد في 1952.